# (300178) 2006 WV36
(300178) 2006 WV36 es un asteroide perteneciente al cinturón exterior de asteroides descubierto el 16 de noviembre de 2006 por el equipo del Spacewatch desde el Observatorio Nacional de Kitt Peak, Arizona, Estados Unidos.

## Designación y nombre
Designado provisionalmente como 2006 WV36.

## Características orbitales
2006 WV36 está situado a una distancia media del Sol de 3,230 ua, pudiendo alejarse hasta 3,436 ua y acercarse hasta 3,025 ua. Su excentricidad es 0,063 y la inclinación orbital 9,689 grados. Emplea 2121,19 días en completar una órbita alrededor del Sol.

## Características físicas
La magnitud absoluta de 2006 WV36 es 15,7. 